# Улу-кёрпю
Улу́-кёрпю́ (азерб. Ulu körpü — «Большой мост») — мост, расположенный над рекой Курмухчай в Гахском районе Азербайджана, в двух километрах от села Илису.

## История
Во времена Илисуйского султаната мост служил единственным пунктом, который связывал Илису с низменностью. По словам же старожила из Илису, мастера-каменщика Н. Ю. Магеррамова Улу-кёрпю был построен на рубеже XIX—XX вв. народным мастером Омаром. Немного выше по течению реки некогда был другой мост, который не сохранился. Нынешний же мост получил своё название от более раннего. Ряд авторов, как например Илья Адамия, ошибочно сообщают, что мост Улу-кёрпю якобы называется ингилойцами «мост Тамары» и является одним из характерных одноарочных грузинских мостов XII-XIV вв, что опровергается более поздними исследованиями.

## Архитектура
Ширина перехода в месте расположение моста составляет около 15 м. Правый берег ограничен горой, а левый — большой скалой. Проезжая часть моста достигает в ширину 4,85 м. В строительстве моста был применён речной булыжник и тонкий обожжённый кирпич на известковом растворе. Из кирпича толщиной в 4 ряда выложен арочный свод, который в пролёте составляет 14,60 м. При этом в основном использован речной булыжник. Обработанные камни встречаются над лицевой частью арки.
Нижняя части архивольта арки восточного фасада имеет округлые очертания, в результате чего данная часть свода имеет кривизну как в продольном, так и поперечном направлениях. Эта характеристика моста придавала сооружению устойчивость и прочность во время селевых потоков. Свод моста имеет эллиптическое очертание. Благодаря этому свод представляет собой более сильно сжатую с обеих сторон жесткую конструкцию.
Связанные с паводками ремонты моста были разновременными, о чём свидетельствуют различные границы кладок и манера исполнения лобовых стен над сводом.